# Kambera
Kambera ist eine auf der Osthälfte von Sumba gesprochene Sprache. Sie gehört zu den zentral-östlichen-malayo-polynesischen Sprachen der malayo-polynesischen Sprachen innerhalb der austronesischen Sprachen.